# Angela Sarafyan
Angela Sarafyan (en armenio: Անժելա Սարաֆյան) (Ereván; 30 de junio de 1983) es una actriz armenia-estadounidense de cine y televisión. Es más conocida por su interpretación de Clementine Pennyfeather en la serie de HBO Westworld.

## Primeros años
Sarafyan nació en Ereván, Armenia, y se mudó con sus padres a Estados Unidos a la edad de cuatro años.

## Carrera
Sarafyan ha aparecido como estrella invitada en varias series de televisión, como Judging Amy, Buffy the Vampire Slayer, The Shield, The Division, 24, Cold Case, CSI: NY, Blue Bloods y El mentalista. En 2008, tuvo un papel recurrente en la serie In Plain Sight. En 2010 Sarafyan se unió al elenco de The Good Guys, interpretando a la fuera de lo común y socialmente torpe Samantha Evans.
Sarafyan ha actuado también en las películas On the Doll, Kabluey, The Informers, A Beautiful Life, A Good Old Fashioned Orgy y Lost & Found en Armenia. Desempeñó el papel de la vampira egipcia Tia en la película de 2012 The Twilight Saga: Breaking Dawn - Part 2 y también actuó en The Promise.
Desde 2016 participa en la serie de HBO Westworld, en el papel de Clementine Pennyfeather.

## Filmografía

### Cine
| Películas | Películas                                   | Películas         | Películas                |
| Año       | Título                                      | Papel             | Notas                    |
| --------- | ------------------------------------------- | ----------------- | ------------------------ |
| 2007      | Kabluey                                     | Ramona            |                          |
| 2007      | On the Doll                                 | Tara              |                          |
| 2008      | A Beautiful Life                            | Maggie            |                          |
| 2008      | The Infomers                                | Mary              |                          |
| 2009      | Repo Chick                                  | Giggli            |                          |
| 2011      | American Criminal                           | Not Blonde Angela |                          |
| 2011      | A Good Old Fashioned Orgy                   | Willow Talbot     |                          |
| 2012      | The Twilight Saga: Breaking Dawn - Part 2   | Tia               |                          |
| 2012      | Lost & Found in Armenia                     | Ani               |                          |
| 2013      | Sueños de Libertad                          | Magda Cybulska    |                          |
| 2013      | Paranoia                                    | Alison            |                          |
| 2013      | I Am Victor                                 | Cucumber          | Película para televisión |
| 2013      | Noise Matters                               | Sandy             |                          |
| 2015      | 1915                                        | Angela            |                          |
| 2015      | Me You and Five Bucks                       | Pam               |                          |
| 2015      | Mercury Plains                              | Alyssa            |                          |
| 2016      | The Promise                                 | Mayra             |                          |
| 2019      | Extremely Wicked, Shockingly Evil, and Vile | Joanna            |                          |
| 2019      | A Nasty Piece of Work                       | Tatum             |                          |
| 2021      | Reminiscence                                | Elsa Carine       |                          |
| 2021      | King Knight                                 | Willow            |                          |
| 2021      | Caged                                       | Amber Reid        |                          |

### Televisión
| Series    | Series                            | Series                  | Series                                     |
| Año       | Título                            | Papel                   | Notas                                      |
| --------- | --------------------------------- | ----------------------- | ------------------------------------------ |
| 2003      | Buffy the Vampire Slayer          | Lori                    | Episodio: "Él"                             |
| 2006      | South of Nowhere                  | Paige                   | Episodio: "Dime que no es verdad, Spencer" |
| 2006      | 24                                | Inessa Kovalevsky       | Episodio: "Día 5: 1:00 pm-2: 00 PM"        |
| 2006      | CSI: NY                           | Sara Jackson            | Episodio: "Open and Shut"                  |
| 2007      | Cold Case                         | Philippa "Phil" Abruzzi |                                            |
| 2008      | In Plain Sight                    | Tasha Turischeva        |                                            |
| 2008      | El mentalista                     | Adrianna                | Episodio: "Damas de Rojo"                  |
| 2010      | The Good Guys                     | Samantha                |                                            |
| 2010      | Children's Hospital               | Olga                    | Episodio: "Give a Painted Brother a Break" |
| 2011      | Nikita                            | Oksana                  |                                            |
| 2011      | Mentes criminales                 | Lucy                    | Episodio: "Supply and Demand"              |
| 2012      | Law & Order: Special Victims Unit | Anna                    | Episodio: "Acceptable Loss"                |
| 2012      | Let's Big Happy                   | Olive                   |                                            |
| 2015      | American Horror Story: Freak Show | Alicia                  | 2 episodios                                |
| 2016-2022 | Westworld                         | Clementine Pennyfeather |                                            |